# Il terzo proiettile (Carr)
Il terzo proiettile (titolo originale The Third Bullet), pubblicato in Italia anche con il titolo Il proiettile n. 3, è una novella gialla di John Dickson Carr, pubblicata nel 1937 con lo pseudonimo di Carter Dickson e ripubblicata nel 1948 in versione abbreviata sulla Ellery Queen's Mystery Magazine a firma John Dickson Carr. È un tipico enigma della camera chiusa nello stile di Carr.

## Trama
Il giudice Mortlake è noto per essere particolarmente mite e indulgente nelle sue sentenze. Eppure ha condannato un rapinatore, Gabriel White, a una pena molto dura, compresa la fustigazione, sebbene l'uomo fosse incensurato. C'è chi sospetta che Mortlake abbia agito spinto da motivi personali, dato che White è amico di sua figlia, Ida. White minaccia il giudice e, quando viene rilasciato, acquista una pistola, un revolver calibro .38, armato del quale si reca nella villa dei Mortlake, inseguito dalla polizia, avvertita da Ida Mortlake. White fa irruzione nel padiglione dove si trova il giudice e si chiude a chiave la porta alle spalle; si sentono distintamente due spari. Quando, pochi secondi dopo, i poliziotti entrano a loro volta dalla finestra aperta, si trovano di fronte a una situazione bizzarra. Il giudice giace morto, riverso sulla scrivania; White ha in pugno la calibro .38, il cui proiettile si è spiaccicato contro il muro. Nascosta in un vaso in fondo alla stanza viene ritrovata un'automatica calibro .32, che ha appena fatto fuoco. Per quanto problematica appaia la ricostruzione dei fatti, non sembra esserci dubbio che la .32 sia l'arma del delitto e che White sia il colpevole. Ma l'esame autoptico rivela che in realtà il giudice è stato ucciso da un terzo proiettile, sparato con una pistola ad aria compressa calibro .22, della quale però nel padiglione non vi è traccia. 

## Edizioni
- John Dickson Carr, Il terzo proiettile, in "I Delitti della camera chiusa", traduzione di Giovanni Viganò, collana I Bassotti, Polillo Editore, 2007,  p. 404, ISBN 978-8881543007.
- John Dickson Carr, Il proiettile n. 3, in "Ellery Queen presenta Inverno Giallo '72", traduzione di Hilia Brinis, Mondadori, 1972,  p. 371.